# Hattie Mahood
Harriet Emma Mahood (23 de noviembre de 1860–1940), conocida como Hattie o Harriett fue la primera mujer diácono en la Iglesia Bautista, una activista por el sufragio femenino y firme partidaria del Movimiento por la Templanza. Existe una placa azul en su ciudad natal y su trabajo también se conmemora en una estatua del sufragio en Liverpool.

## Biografía
Harriet Emma Mahood, de soltera McDougall, nació en Liverpool el 23 de noviembre de 1860. Su padre era un hotelero de Temperance y ella se convirtió en activista en Temperance.
A los 21 años, se casó con el gerente del hotel, William Mahood. En lugar de continuar en el negocio hotelero, iniciaron un negocio de floristería y frutas, primero en el área de Liverpool y luego en Londres. Tuvieron tres hijos.
En 1894, Mahood regresó a Liverpool, donde participó en Mission of Love, que proporcionaba alojamiento y comida a las personas sin hogar.
Un artículo de Mahood apareció en 1901 en el periódico The Forum. Se títulaba “El Partido Liberal: una amenaza para la democracia inglesa”. Este fue uno de varios artículos con los que contribuyó a The Forum y Nineteenth century and after; otro fue “La modestia de las inglesas”. Este artículo también recibió una crítica favorable en The Manchester Courier and Lancashire General Advertiser del 3 de abril de 1901, que afirmaba que: "La Sra. Mahood tiene algunas críticas inquisitivas de los ideales modernos" y se la cita condenando "una falta extrema de reserva, respeto por sí misma". y dignidad….de las niñas de hoy.”
Mahood era miembro de la congregación de la Capilla Bautista de Pembroke, Liverpool, con el pastor 'franco' Reverendo Charles F. Aked y a través de un informe hecho a la capilla por Emily Hobhouse, se enteró de las condiciones que existían en los campos de concentración que los británicos se habían establecido para hombres, mujeres y niños boer en Sudáfrica.
Posteriormente, Mahood escribió al Daily News diciendo: "Durante las primeras etapas de la fiebre de la guerra, tenía la esperanza de que el espectáculo de los ingleses que iban a la guerra con los bóers para obtener la franquicia para los habitantes de Uttland del Transvaal habría sido demasiado para el sentido del humor de las mujeres, el 'Uttlander de la sociedad' en casa".
Las conexiones entre la templanza y los problemas sociales contemporáneos fueron el tema de un debate iniciado por Mahood en la conferencia de primavera de la Unión del Condado de Cheshire de la Asociación Británica de Templanza de Mujeres en 1907.
Al año siguiente, fue una de las oradoras a favor del Proyecto de Ley de Licencias que tramitaba el Parlamento. Por ejemplo, en Parr Hall, Warrington, donde asistió una multitud de cientos, se informó que Mahood apoyaba este proyecto de ley porque sus disposiciones 'significaban un paso drástico en la reforma de la templanza' y 'los males de la bebida habían sido durante mucho tiempo una maldición en la tierra '. También abordó este tema en el Clarion Club local en el Clarion Café de Kensington (Liverpool).
En la Wirral Women's Suffrage Society, Mahood presentó el voto de agradecimiento a la Sra. Allen Bright y a la oradora Sra. Abadam en su reunión en New Brighton en abril de 1908, cuando la sociedad se afilió a la NUWSS y fue declarada constitucional y sin partido. Mahood habló fuera de St George's Hall Liverpool en junio y, junto a Ada Broughton, en Seacombe en julio de 1908.
"Protesta sufragista en la corte" es el título de un artículo periodístico del mismo año, que cubre un caso judicial en el que Mahood era una de las dieciséis mujeres locales que solicitaban formalmente el derecho a un voto parlamentario. Estuvieron representados por el Sr. W. Swancott Morgan, con argumentos para demostrar que las mujeres tenían derecho al voto. Morgan presentó evidencia histórica a favor de este argumento, pero el caso finalmente fue rechazado.
Mahood fue nombrada primera diácona de la Iglesia Baptista de Inglaterra en 1910. La noticia que informa sobre este nombramiento también señala que pertenecía a la Capilla de Pembroke y la describe como una "ferviente defensora del sufragio femenino".
"The ethics of militant tactics (La ética de las tácticas militantes)" fue el tema de una charla que dio Mahmood también en 1910 en New Brighton. En junio, habló en Birkenhead junto con otras líderes del sufragio, la Dra. Alice Ker y Ada Flatman, en Park Gates de la ciudad. Participó en dos importantes eventos a favor del sufragio en el verano de 1910. El primero fue nuevamente en Park Gates, Birkenhead después de una manifestación por la ciudad y por todas las asociaciones locales de sufragio masculino y femenino, y otras organizaciones reformistas como el Partido Laborista Independiente, la Liga de Sufragio de Artistas y la Liga de Reforma Social de Pembroke; muchos de los manifestaban portaban pancartas. Mahood estaba en la segunda plataforma y movió el apoyo al Proyecto de Ley de Conciliación. The Birkenhead News informó ampliamente sobre la manifestación. Preguntaron a Mahood: "¿Aspiran las mujeres a ingresar al parlamento si obtienen el voto?" Ella respondió: "Cuando consigas lo primero, no hay razón por la que no debamos ir a por el siguiente".
Ese mismo mes, Liverpool fue escenario de otro mitin, que atrajo a una gran multitud frente al St. George's Hall en una manifestación organizada por la WSPU. Mahood dijo sobre el evento que "deben actuar y llevar a cabo su programa hasta el éxito final". Dijo que creía en la justicia, la caballerosidad y el juego limpio del pueblo británico; la audiencia respondió, "eso, eso".
La líder sufragista Sra. Drummond, era invitada de la rama de Wallasey de la WSPU en marzo de 1911, cuando se nombró a Mahood secretaria honoraria conjunta de esta rama junto con la Sra. F. Heathcote. Ese año, Mahood volvió a hablar en Birkenhead sobre "el efecto moral de la lucha por el voto" y fue oradora principal en Southport en mayo.
Mahood se negó a participar en el censo de 1911; en cambio, su nombre fue incluido por su hijo, Ronald, con quien vivía.
El nombre de Mahood se menciona nuevamente (después de algunos años) en relación con la  Mission of Love (Misión del Amor) en 1912, cuando su apoyo en la "limpieza y vestimenta de los niños pobres" se menciona en la prensa local. El análisis de Krista Cowman de  Engendering Citizenship The Political Involvement of Women on Merseyside, 1890 – 1920  (Engendrando ciudadanía La participación política de las mujeres en Merseyside, 1890 - 1920) afirma que Mahood "renunció a la WSPU, al socialismo y a la capilla de Pembroke tras un problema de salud en 1912".
Al año siguiente, Mahood escribió un artículo extenso, "The Stumbling Block in English Politics (El tropiezo en la política inglesa)", sobre la causa del sufragio, para el periódico The Forum.
Mahood fue una ávida escritora de cartas al director, algunas refutando puntos planteados por corresponsales anti-sufragio con argumentos y emoción. En 1913, intercambió cartas sobre la denominada ley del gato y el ratón con un tal Sr. Hayward. En una carta, Mahood declaraba que había un "único remedio para detener la agitación sufragista, a saber, darle el voto a las mujeres". Mahood volvió al tema con más fuerza el 23 de julio de 1913, cuando afirmaba que "al tratar con las sufragistas militantes, las autoridades habían recurrido a la barbarie".
Durante la Primera Guerra Mundial, en 1916, solicitó a un tribunal local la exención del servicio militar de su capataz y único hombre empleado (Ashcroft) en Mahood Bros donde trabajaba como vivero. En su solicitud, señalaba que sus dos hijos eran sus socios en el negocio y estaban en servicio activo en el extranjero. El tribunal concedió la exención (hasta el final del mes siguiente).
También ese año, Mahood presidió una reunión de inquilinos de las fincas de Burscough y explicó qué acciones había tomado en apoyo de los mismos.
Se desconocen las actividades de Mahood desde entonces hasta su muerte en 1940; pero siguió viviendo con sus hijos en el vivero. Su muerte fue anunciada en el Ormskirk Advertiser.

## Muerte y legado
Su obituario de 1940 señalaba que ella descendía de los Penderels de Boscobel House, que habían albergado a Carlos II de Inglaterra en su huida después de la Batalla de Worcester, y señalaba que la propia Mahood había visitado el lugar muchas veces; la casa de su hijo donde ella había vivido se llamaba a su vez "Boscobel". El obituario también señalaba que ella había sido diácono de la Capilla de Pembroke y había sido directora de "Plain Truth" del Doctor Aked; y que hacía contribuciones habituales de artículos de revistas a The Forum y Nineteenth century and after; y declaró su participación activa en el movimiento sufragista.
En 2018, para conmemorar el centenario de la Ley de Representación del Pueblo de 1918, la contribución de Mahood apareció en una exposición en la Galería de la Capilla, Ormskirk (de octubre de 2018 a enero de 2019) y muchas de sus cartas se exhibieron públicamente.
El grupo de patrimonio local Images of Burscough también hizo un folleto sobre ella ', gracias al apoyo financiero de Patrimonio Nacional.

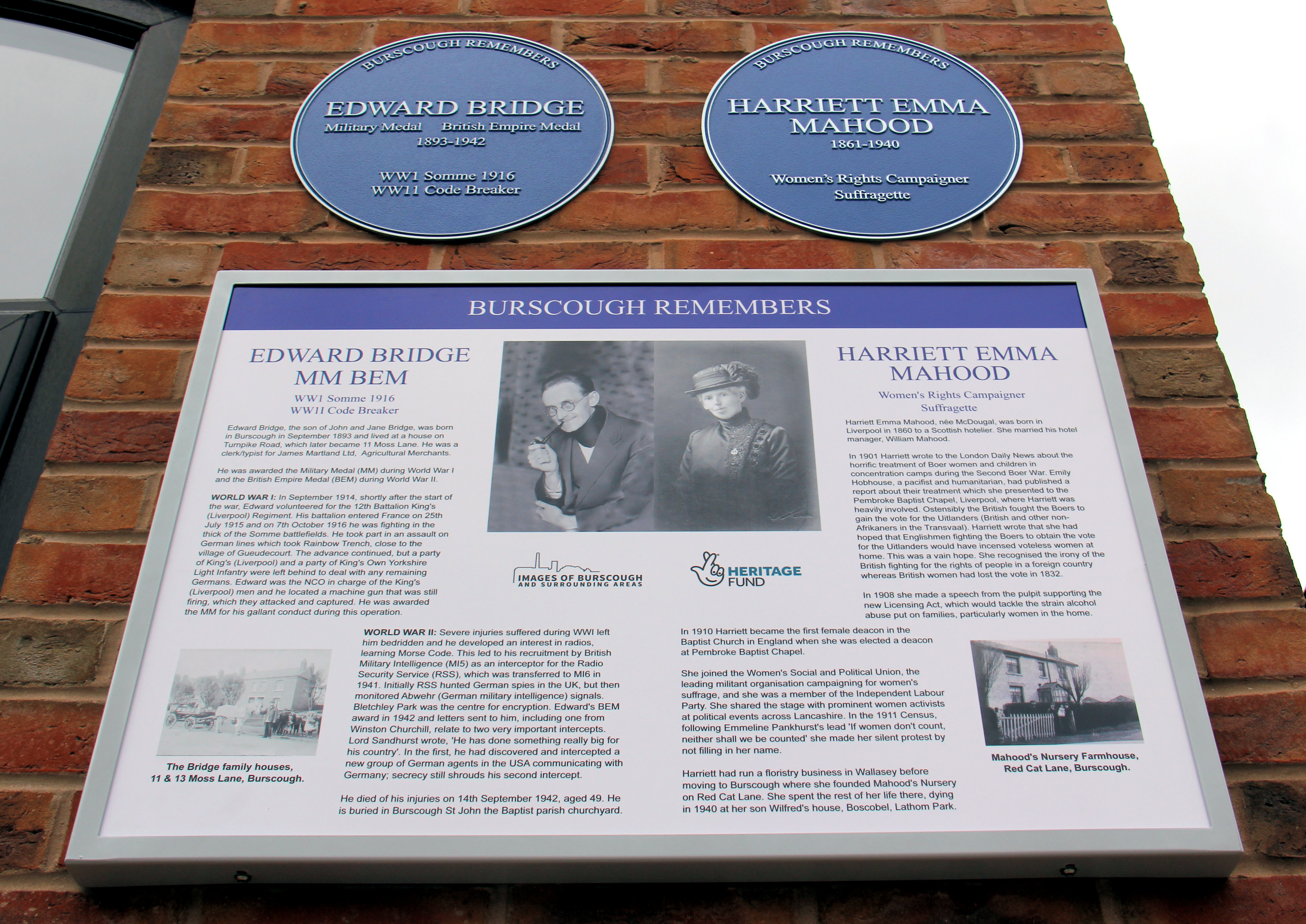
Placa azul para Harriet Emma Mahood de Images of Burscough; incluye información del National Lottery Heritage Fund: imagen original de Michael Dawson

Se colocó una placa azul en una pared en Burscough en su honor; existe un video de su instalación.
El nombre de Mahood también se encuentra en la base de una estatua dedicada a Mary Bamber y otras activistas locales por el sufragio en el Museo de Liverpool.
Se ha producido un cortometraje sobre Mahood, escrito y presentado por Daniel Frampton, que se puede ver en internet.